# Bu Bu Sad Live Tour
Il Bu Bu Sad Live Tour è la seconda tournée del gruppo musicale La Rappresentante di Lista, partita da Palermo il 4 dicembre 2015 e conclusasi a Bologna il 16 febbraio 2018 dopo centocinque concerti.
Gli ultimi quattro spettacoli, Bu Bu Suite, hanno previsto l'esecuzione di alcune canzoni nuovamente arrangiate per ensemble di musica da camera, in collaborazione con il compositore Francesco Leineri e con alcuni musicisti dell'Orchestra Senzaspine.
Alcuni brani eseguiti in tour sono stati registrati e successivamente inclusi nell'album dal vivo Bu Bu Sad Live, pubblicato il 7 marzo 2017.

## Scaletta
Questa scaletta è relativa alla data di Firenze del 29 aprile 2017, non a tutte le date del tour.
Nel concerto, oltre alle canzoni normalmente proposte da Bu Bu Sad e alle cover di Loredana Bertè e dei Fratelli Mancuso, sono stati eseguiti due brani insieme al chitarrista Giorgio Canali, fra cui l'inedito Centro malessere, poi registrato e pubblicato dal duo e da Canali all'interno della serie musicale Kahbum.
| Canzoni                                       | Album                                                       |
| --------------------------------------------- | ----------------------------------------------------------- |
| Siamo ospiti                                  | Bu Bu Sad                                                   |
| Mina vagante                                  | Bu Bu Sad                                                   |
| Non mi riconosci                              | Bu Bu Sad                                                   |
| Bora Bora                                     | Bu Bu Sad                                                   |
| ...E la luna bussò (cover)                    | Bu Bu Sad Live / Bandabertè (Loredana Bertè)                |
| Invisibilmente                                | Bu Bu Sad                                                   |
| Cumu è sula la strata (cover)                 | Bu Bu Sad Live / Bella Maria (Fratelli Mancuso)             |
| Cosa farò?                                    | Bu Bu Sad                                                   |
| Apriti cielo!                                 | Bu Bu Sad                                                   |
| Centro malessere (con Giorgio Canali)         | inedito                                                     |
| Lezioni di poesia (cover, con Giorgio Canali) | Nostra Signora della dinamite (Giorgio Canali & Rossofuoco) |
| Guardateci tutti                              | Bu Bu Sad                                                   |
| La Rappresentante di Lista                    | (Per la) via di casa                                        |
| Un'isola                                      | Bu Bu Sad                                                   |

## Concerti
| Data                | Città                      | Luogo/Festival                  | Note                |
| Bu Bu Sad Live Tour | Bu Bu Sad Live Tour        | Bu Bu Sad Live Tour             | Bu Bu Sad Live Tour |
| ------------------- | -------------------------- | ------------------------------- | ------------------- |
| 4 dicembre 2015     | Palermo                    | La Feltrinelli                  | [ 5 ]               |
| 11 dicembre 2015    | Bari                       | Camera a Sud                    | [ 5 ]               |
| 18 dicembre 2015    | Roma                       | Le Mura                         | [ 5 ]               |
| 19 dicembre 2015    | Milano                     | Cicco Simonetta Arci            | [ 5 ]               |
| 20 dicembre 2015    | Santa Maria a Vico         | SMAV                            | [ 5 ]               |
| 25 dicembre 2015    | Palermo                    | I Candelai                      | [ 5 ]               |
| 11 febbraio 2016    | Bologna                    | Cortile Café                    | [ 6 ]               |
| 20 febbraio 2016    | Parma                      | Arci Zerbini                    | [ 6 ]               |
| 21 febbraio 2016    | Brescia                    | Sofar Sounds                    | [ 6 ]               |
| 2 marzo 2016        | Urbino                     | Ubik                            | [ 6 ]               |
| 4 marzo 2016        | Città di Castello          | Free Revolution Live Club       | [ 6 ]               |
| 5 marzo 2016        | Marina di Montemarciano    | L3M                             | [ 7 ]               |
| 8 marzo 2016        | Torino                     | Partycillina                    | [ 7 ]               |
| 18 marzo 2016       | Bologna                    | Tpo                             | [ 7 ]               |
| 24 marzo 2016       | Campagna                   | Piccola Osteria Zena            | [ 7 ]               |
| 26 marzo 2016       | Treviso                    | Eden Café                       | [ 7 ]               |
| 28 marzo 2016       | Padova                     | Casa a Colori                   | [ 7 ]               |
| 2 aprile 2016       | Milano                     | Spazio Teatro 89                | [ 7 ]               |
| 8 aprile 2016       | Sant'Egidio alla Vibrata   | Dejavu Drinkandfood             | [ 7 ]               |
| 15 aprile 2016      | Catania                    | Teatro Coppola                  | [ 7 ]               |
| 16 aprile 2016      | Molfetta                   | Eremo Club                      | [ 7 ]               |
| 30 aprile 2016      | Fontaniva                  | Frabrik Festival                | [ 8 ]               |
| 8 maggio 2016       | Bologna                    | Bike Pride                      | [ 8 ]               |
| 22 maggio 2016      | Randazzo                   | Etnikafesta                     | [ 8 ]               |
| 26 maggio 2016      | Palermo                    | Transea Fest                    | [ 8 ]               |
| 16 giugno 2016      | Gambettola                 | Festa della Musica Arci         | [ 8 ]               |
| 17 giugno 2016      | Castiglione delle Stiviere | Arci Dallò                      | [ 8 ]               |
| 18 giugno 2016      | Brescia                    | Musica da Bere                  | [ 8 ]               |
| 23 giugno 2016      | Genova                     | Festival di San Giovanni        | [ 8 ]               |
| 29 giugno 2016      | Milano                     | Balcony TV Milan                | [ 8 ]               |
| 15 luglio 2016      | Odolo                      | Festival D-Skarika              | [ 8 ]               |
| 23 luglio 2016      | Arcade                     | Musica Libera Tutti             | [ 8 ]               |
| 24 luglio 2016      | Villa di Serio             | Rock sul Serio                  | [ 8 ]               |
| 31 luglio 2016      | Bagheria                   | Animaphix                       | [ 8 ]               |
| 3 agosto 2016       | Cefalù                     | Kef'Art Festival                | [ 8 ]               |
| 6 agosto 2016       | Atella                     | Atella ON LIVE                  | [ 8 ]               |
| 12 agosto 2016      | Viareggio                  | Egg Magazine                    | [ 8 ]               |
| 18 agosto 2016      | Marina di Carrara          | Pollege Festival                | [ 8 ]               |
| 16 settembre 2016   | Lunano                     | Enoteca di Lunano               | [ 8 ]               |
| 17 settembre 2016   | Cerreto d'Esi              | Festa dell'Uva                  | [ 8 ]               |
| 23 settembre 2016   | Pesaro                     | Terrazza Cira                   | [ 8 ]               |
| 24 settembre 2016   | San Marino                 | Artisti in Casa                 | [ 8 ]               |
| 20 ottobre 2016     | Carpi                      | ATP Live Clube                  | [ 8 ]               |
| 21 ottobre 2016     | Milano                     | Goganga                         | [ 8 ]               |
| 22 ottobre 2016     | Bologna                    | Indie Pride                     | [ 8 ]               |
| 28 ottobre 2016     | Genova                     | Altrove                         | [ 8 ]               |
| 29 ottobre 2016     | Torino                     | SAMO                            | [ 9 ]               |
| 30 ottobre 2016     | Paratico                   | Diluvio Festival                | [ 9 ]               |
| 11 novembre 2016    | Palermo                    | I Candelai                      | [ 9 ]               |
| 12 novembre 2016    | Castelbuono                | Centro Sud                      | [ 9 ]               |
| 13 novembre 2016    | Catania                    | Glamour Café                    | [ 9 ]               |
| 19 novembre 2016    | Rimini                     | Bradipop Club                   | [ 9 ]               |
| 25 novembre 2016    | Roma                       | Sparwasser                      | [ 9 ]               |
| 26 novembre 2016    | Prato                      | Capanno Black Out               | [ 9 ]               |
| 27 novembre 2016    | Tolentino                  | Voronoi                         | [ 9 ]               |
| 16 dicembre 2016    | Crema                      | Paniere. Il Circolo             | [ 10 ]              |
| 18 dicembre 2016    | Treviso                    | Eden Café                       | [ 10 ]              |
| 22 dicembre 2016    | Roma                       | Esperanto Fest                  | [ 11 ]              |
| 26 dicembre 2016    | Lamezia Terme              | Café Retró                      | [ 9 ]               |
| 27 dicembre 2016    | Cerignola                  | Resurb                          | [ 9 ]               |
| 28 dicembre 2016    | Gravina in Puglia          | Mondo Beat                      | [ 9 ]               |
| 29 dicembre 2016    | Messina                    | La Lisca di Cola                | [ 9 ]               |
| 30 dicembre 2016    | Atella                     | Civico130                       | [ 9 ]               |
| 16 marzo 2017       | Catania                    | Barbara                         | [ 12 ]              |
| 17 marzo 2017       | Messina                    | Retronouveau                    | [ 12 ]              |
| 18 marzo 2017       | Napoli                     | Csoa Officina 99                | [ 12 ]              |
| 23 marzo 2017       | Roma                       | Monk                            | [ 12 ]              |
| 24 marzo 2017       | Massa                      | Theremin                        | [ 12 ]              |
| 25 marzo 2017       | Milano                     | Goganga                         | [ 12 ]              |
| 26 marzo 2017       | Treviso                    | Cso Django                      | [ 12 ]              |
| 31 marzo 2017       | Torino                     | Officine Corsare                | [ 12 ]              |
| 1º aprile 2017      | Cesena                     | Vidia Club                      | [ 12 ]              |
| 20 aprile 2017      | Venezia                    | Ai Biliardi                     | [ 12 ]              |
| 21 aprile 2017      | San Vito di Leguzzano      | Centro Stabile di Cultura       | [ 12 ]              |
| 22 aprile 2017      | Ivrea                      | ZAC Zone Attive di Cittadinanza | [ 12 ]              |
| 28 aprile 2017      | Busto Arsizio              | Circolo Gagarin                 | [ 12 ]              |
| 29 aprile 2017      | Firenze                    | Tender                          | [ 12 ]              |
| 30 aprile 2017      | Senigallia                 | Mamamia                         | [ 12 ]              |
| 17 maggio 2017      | Padova                     | CeRebration Fest                | [ 13 ]              |
| 18 maggio 2017      | Viareggio                  | GOB                             | [ 13 ]              |
| 19 maggio 2017      | Brescia                    | Latteria Molloy                 | [ 13 ]              |
| 26 maggio 2017      | Savignano sul Rubicone     | Sidro Club                      | [ 13 ]              |
| 27 maggio 2017      | Pesaro                     | Teatro Rossini                  | [ 13 ]              |
| 17 giugno 2017      | Cassano d'Adda             | Festa per la Libertà dei Popoli | [ 14 ]              |
| 18 giugno 2017      | Roccabianca                | Riparty                         | [ 14 ]              |
| 22 giugno 2017      | Macerata                   | La Controra di Musicultura      | [ 14 ]              |
| 23 giugno 2017      | Macerata                   | Musicultura                     | [ 14 ]              |
| 30 giugno 2017      | Oderzo                     | Indipendenza Sonora             | [ 14 ]              |
| 1º luglio 2017      | Bergamo                    | Edoné Summer                    | [ 14 ]              |
| 6 luglio 2017       | Bologna                    | Covo Summer                     | [ 14 ]              |
| 7 luglio 2017       | Aielli                     | Festival Borgo Universo         | [ 14 ]              |
| 8 luglio 2017       | Salsomaggiore Terme        | Area Festa                      | [ 14 ]              |
| 16 luglio 2017      | Massarella                 | Reality Bites Festival          | [ 14 ]              |
| 22 luglio 2017      | Livorno                    | Baciami Festival                | [ 14 ]              |
| 27 luglio 2017      | Venaus                     | Festival Alta Felicità          | [ 15 ]              |
| 1º agosto 2017      | Montalto Castro            | Revolution Camp                 | [ 15 ]              |
| 4 agosto 2017       | San Fratello               | Pure Music Festival             | [ 15 ]              |
| 5 agosto 2017       | Lipari                     | Giardino di Lipari              | [ 15 ]              |
| 10 agosto 2017      | Budapest                   | Sziget Festival                 | [ 15 ]              |
| 22 agosto 2017      | Brescia                    | Festa di Radio Onda d'Urto      | [ 15 ]              |
| 7 settembre 2017    | Mantova                    | Disanima Piano                  | [ 15 ]              |
| 8 settembre 2017    | Milano                     | Il Chiostro d'Estate            | [ 15 ]              |
| 9 settembre 2017    | Prato                      | Officina Giovani                | [ 15 ]              |
| 10 settembre 2017   | Rovereto sulla Secchia     | Rockereto Festival              | [ 15 ]              |
| Bu Bu Suite         |                            |                                 |                     |
| 12 gennaio 2018     | Siena                      | Teatro dei Rinnovati            | [ 16 ]              |
| 13 gennaio 2018     | Pisa                       | Teatro Lumière                  | [ 16 ]              |
| 17 gennaio 2018     | Sant'Agata Bolognese       | Teatro Bibiena Sant'Agata       | [ 16 ]              |
| 16 febbraio 2018    | Bologna                    | Mercato Sonato                  | [ 17 ]              |